# Daniel Rebmann
Daniel Rebmann (* 16. Januar 1994 in Leinfelden-Echterdingen) ist ein deutscher Handballspieler und Beachhandballspieler.

## Karriere

### Verein
Daniel Rebmann begann beim TSV Wolfschlugen und spielte anschließend von 2011 bis 2013 in der Jugend des deutschen Bundesligisten Frisch Auf Göppingen. Im Erwachsenenbereich sammelte der 1,90 m große Torwart per Förderlizenz erste Erfahrungen beim Drittligisten TSB Heilbronn-Horkheim. 2015 wechselte der in Leinfelden-Echterdingen geborene Rebmann zum Zweitligisten TV 1893 Neuhausen, mit dem er 2017 in die 3. Liga abstieg. Daraufhin kehrte er nach Göppingen zurück und wurde Teil der Bundesliga-Mannschaft. In der Saison 2023/24 stand er beim VfL Gummersbach unter Vertrag. Anschließend wechselte er im Sommer 2024 zum Erstligaaufsteiger SG BBM Bietigheim.
Nachdem er mit Bietigheim nach einer Saison in die 2. Bundesliga abgestiegen war, wechselte er im Sommer 2025 zum TVB Stuttgart.

### Nationalmannschaft
Für die deutsche Jugend-Nationalmannschaft hütete Rebmann zweimal das Tor.
In der deutschen A-Nationalmannschaft wurde Rebmann ohne zuvorigen Länderspieleinsatz für die Europameisterschaft 2022 nachnominiert, nachdem mit Andreas Wolff und Till Klimpke beide Torhüter positiv auf COVID-19 getestet worden waren. Beim 23:29 im ersten Hauptrundenspiel gegen Spanien bestritt er sein erstes Länderspiel, in dem er in der zweiten Halbzeit 5 von 12 Würfen parierte. Auch in den folgenden drei Spielen wurde er eingesetzt. Rebmann hielt in diesem Turnier 15 von 57 Würfen (26 %) und belegte am Ende mit dem Team den 7. Platz von 24 Mannschaften.

### Beachhandball
Daniel Rebmann erreichte mit der deutschen Beachhandball-Nationalmannschaft das Viertelfinale bei der Beachhandball-Europameisterschaft 2015.

## Privates
Im Mai 2020 heiratete er die niederländische Handballtorhüterin Jasmina Janković. Seine jüngeren Brüder Florian und Johannes spielen ebenfalls Handball.